# Queen of Fist
Queen of Fist (Shan dong lao niang), també coneguda com Kung Fu Mama (xinès: 山東老娘), és una pel·lícula d'arts marcials d'acció de Hong Kong de 1972 dirigida per Lung Chien, produïda per Raymond Chow i protagonitzada per Jimmy Wang Yu i Hsien Chin-Chu.

## Argument
Una mare viatja a Xangai per buscar els seus fills desapareguts. Per guanyar-se la vida, actua com a artista de carrer amb els seus néts. Allà, descobreix que Lin Hie, cap de la concessió francesa de Xangai, va matar el seu fill i manté la seva filla captiva. Per tant, vol matar el líder de la banda.

## Repartiment
- Hsien Chin-Chu: Kung Fu Mama
- Zhang Qingqing: Ma Ai-Chen
- Jimmy Wang Yu: Ma Yung-Chen
- Kang Kai
- Tzu Lan
- Wong Fei-lung: el líder de la banda
- Tang Chin
- Tian Ye
- Jin Dao
- Zhou Gui
- Huang Long
- Shan Mao